# Rivenhall End
Rivenhall End – osada w Anglii, w hrabstwie Essex, w dystrykcie Braintree. Leży 16 km na północny wschód od miasta Chelmsford i 65 km na północny wschód od Londynu.